# Najstarsza Synagoga w Kozienicach
Najstarsza Synagoga w Kozienicach – nieistniejąca już, pierwsza, drewniana synagoga znajdująca się w Kozienicach. Jej dokładna lokalizacja nie jest znana.
Synagoga została najprawdopodobniej zbudowana w XVII wieku, gdyż z 1660 roku pochodzi pierwsza wzmianka o istnieniu tego budynku. Synagoga spłonęła podczas pożaru miasta w 1782 roku. Wkrótce wzniesiono nową bożnicę.